# Bahnhof Gießen
Der Bahnhof Gießen ist ein Keilbahnhof in der Stadt Gießen. Er bildet mit circa 375 Zügen und 28.000 Reisenden täglich einen wichtigen ÖPNV-Knoten Mittelhessens.

## Geschichte

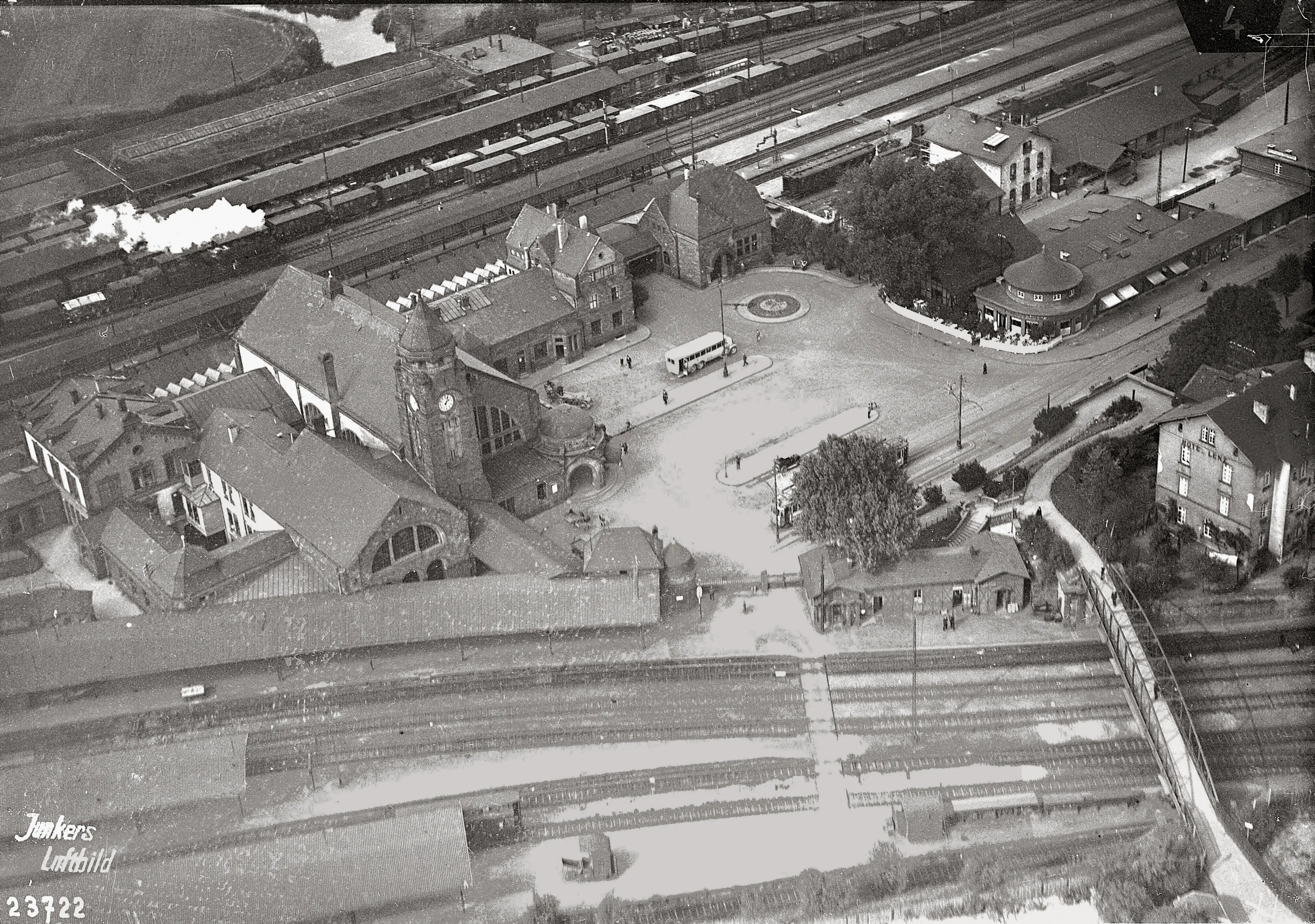
Aufnahme von 1928: Oben Mitte der Fürstenpavillon; Mitte, halb hinter einer Baumkrone versteckt, wartet eine Straßenbahn

Der erste provisorisch eingerichtete Bahnhof in Gießen wurde für die Main-Weser-Bahn 1850 im Bereich Oswaldsgarten errichtet. Dieses Provisorium wurde 1853/54 durch einen neuen, südlicher gelegenen Bahnhof auf dem heutigen Gelände mit einem entsprechenden Empfangsgebäude ersetzt.
Zwischen 1869 und 1871 trieb die Oberhessische Eisenbahn-Gesellschaft die Bahnstrecke Gießen–Fulda und die Bahnstrecke Gießen–Gelnhausen voran. Deren Bahnanlagen lagen dem Empfangsgebäude der Main-Weser-Bahn gegenüber, an der anderen Seite des Bahnhofsvorplatzes. Damit war der Zugang zum Empfangsgebäude lediglich noch über die Liebigstraße (damals noch mit dem Namen Universitätsstraße) möglich. Erst 1893 wurde eine Brückenverbindung zum Alten Wetzlarer Weg sowie die „Mausoleum“ genannte Treppenanlage über die Gleise der Strecken nach Fulda und Gelnhausen errichtet.
Im Zweiten Weltkrieg war der Bahnhof Angriffsziel von Luftangriffen der Alliierten, so am 4. Dezember 1944 im Zusammenhang mit dem Großangriff auf Gießen am 6. Dezember 1944, am 11. Dezember 1944 und am 17. Februar 1945 (109 Tonnen Sprengbomben). Dabei entstanden schwere Schäden.
Im August 2024 wurde die örtliche Bahnhofsmission geschlossen.

## Empfangsgebäude

### Erstes Empfangsgebäude
Das erste Empfangsgebäude des Bahnhofs Gießen von 1854 war im Stil des romantischen Klassizismus streng symmetrisch auf einem E‑förmigen Grundriss aus rotem Buntsandstein, abgesetzt mit Putzflächen, errichtet. Das Gebäude war zweigeschossig und 72 Meter lang. Auf dem Mittelpavillon war ein Uhrturm aufgesetzt. Im Obergeschoss waren Büros und fünf Wohnungen untergebracht. Im nördlichsten Gebäudeteil befand sich ein Fürstenzimmer.

### Zweites Empfangsgebäude

Rechts Gebäudeteil von 1853, links die Empfangshalle von 1906

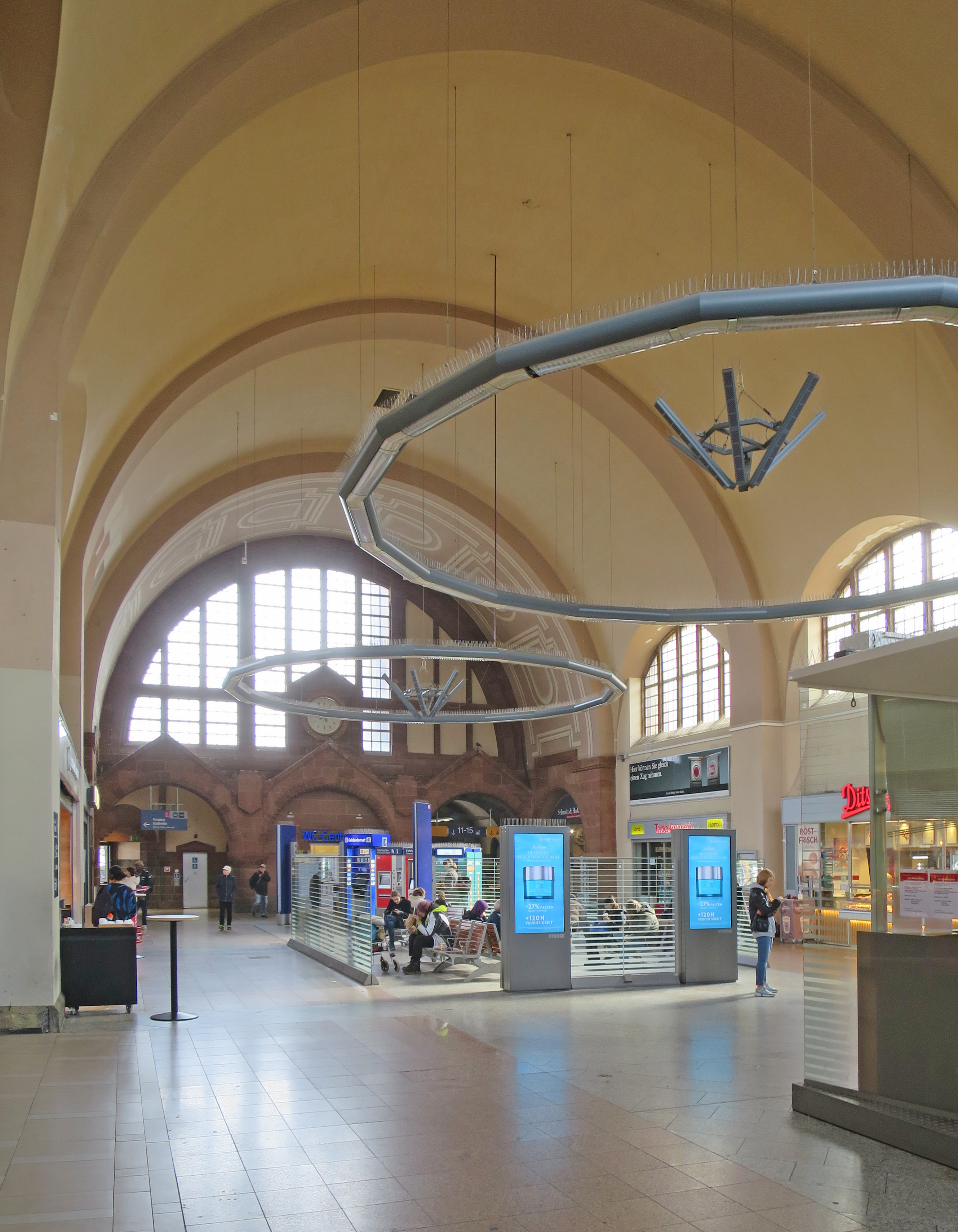
Empfangshalle von 1906

Das heutige Empfangsgebäude wurde von 1904 bis 1911 durch den Herborner Architekten Ludwig Hofmann errichtet. Er bezog das erste Empfangsgebäude der Main-Weser-Bahn in den Neubau ein. So wurde es abschnittweise eröffnet: Zunächst das Hauptgebäude mit der Empfangshalle, dann der Verbindungsgang und Gebäudeflügel mit den Einrichtungen für die Strecken nach Fulda und Gießen und noch später der nördliche Gebäudetrakt mit dem Fürstenzimmer. Auch die gusseisernen Säulen der Bahnsteigüberdachung stammen noch von der Anlage aus dem Jahr 1854. Das Empfangsgebäude schob sich nun als Keil zwischen die Main-Weser-Bahn und die in östliche Richtung abzweigenden Gleise der Strecken nach Fulda und Gelnhausen. Städtebaulich stellt es den Fluchtpunkt der Sichtachse der Stadterweiterung von 1880 dar. Errichtet wurde es in historisierendem neuromanischen Stil als dreigeschossiges, in rotem Sandstein gehaltenes neuromanisches Bauwerk mit einem markanten Uhrturm auf asymmetrischem Grundriss. Martin Walser schrieb am 12. Mai 1976 während einer Lesereise über den Bahnhof Gießen in sein Tagebuch: „Als die Bahnhöfe gebaut wurden, wusste man offenbar überhaupt nicht, woran man bei einem Bahnhof denken sollte. Meistens geriet man dann in eine Mischung aus Kirche und Burg. Das sieht man in Gießen besonders deutlich. Eine rote Sandstein-Kirche mit Hauptschiff und Turm, der allerdings ein bisschen verrückt hingesetzt wurde, um das Kirchenschiff zu stören.“
Während des Zweiten Weltkrieges wurde das Gebäude beschädigt, der nördliche Flügel zerstört und nicht mehr aufgebaut. Im November 1968 wurde die Bahnhofsvorhalle renoviert und das Bahnhofsgebäude auf die Fläche, auf der ehemals der nördliche Flügel stand, erweitert. Anfang der 1970er Jahre wurde die Fassade renoviert.
Das Empfangsgebäude ist ein Kulturdenkmal nach dem Hessischen Denkmalschutzgesetz.
In der Bahnhofshalle gibt es eine DB Information, ein Reisezentrum, eine Bahnhofsbuchhandlung sowie Verkaufsstellen für Verpflegung und Reisebedarf. Im Empfangsgebäude sind weiterhin das Bahnhofsmanagement und Zugansage, die Bahnhofsmission und Einrichtungen der DB Services untergebracht.

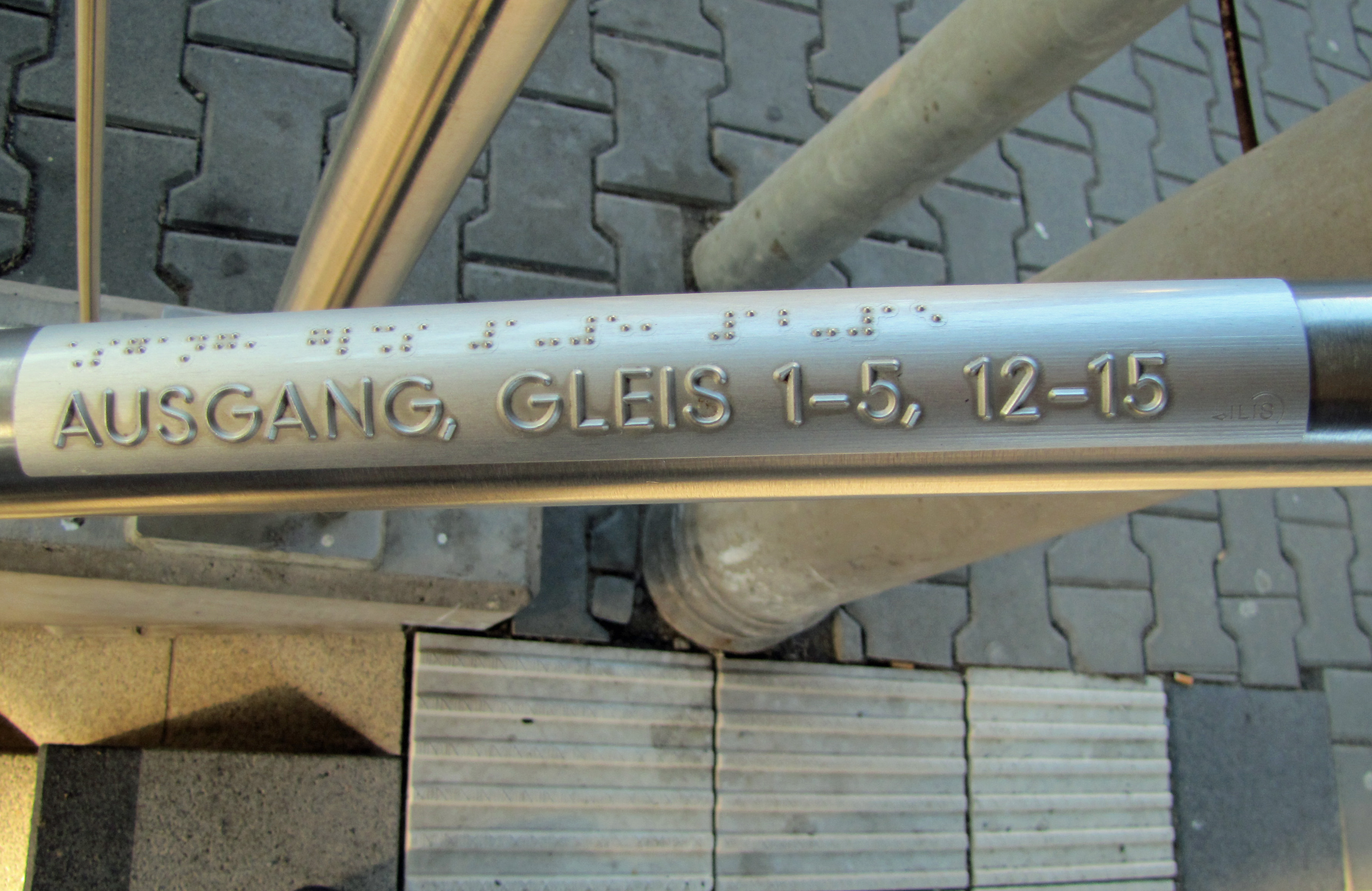
Wegweiser in Blinden- und Normalschrift am Handlauf einer Treppe (Februar 2015)

Zwischen 2008 und 2010 wurden die Anlagen für den Personenverkehr umgebaut. Der erste Spatenstich dafür fand am 16. Juli 2008 statt. Hauptziel der Arbeiten waren eine neue Fußgängerunterführung und der barrierefreie Zugang zu allen Bahnsteigen. Am 21. Juli 2010 wurde der neue Fußgängertunnel freigegeben. Aufgrund von Restarbeiten wurde die Anlage erst im Herbst 2010 offiziell eingeweiht.

## Bedienung

### Personenverkehr

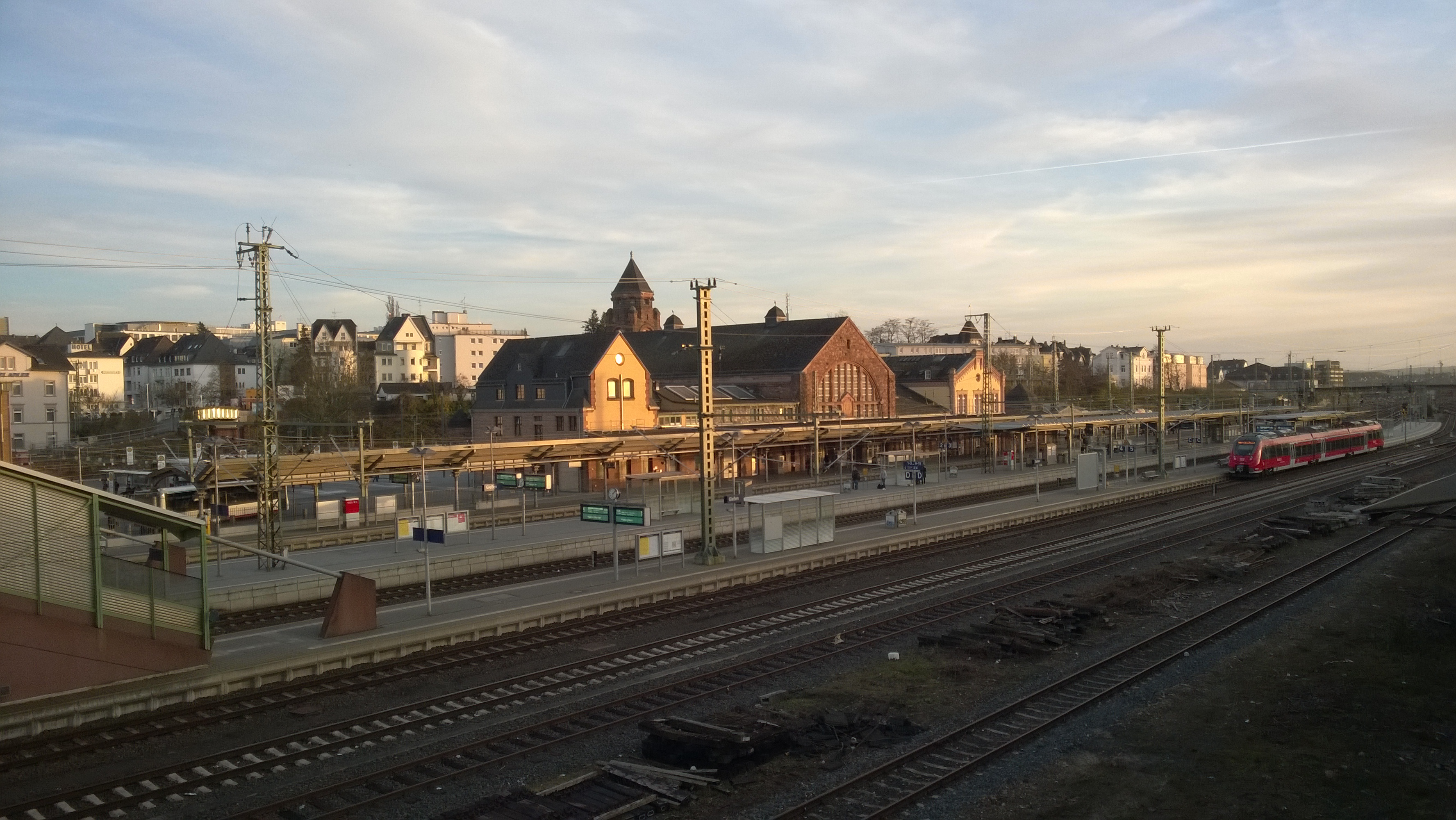
Gleisanlagen der Main-Weser-Bahn und Empfangsgebäude aus Sicht der Fußgängerüberführung (März 2014)

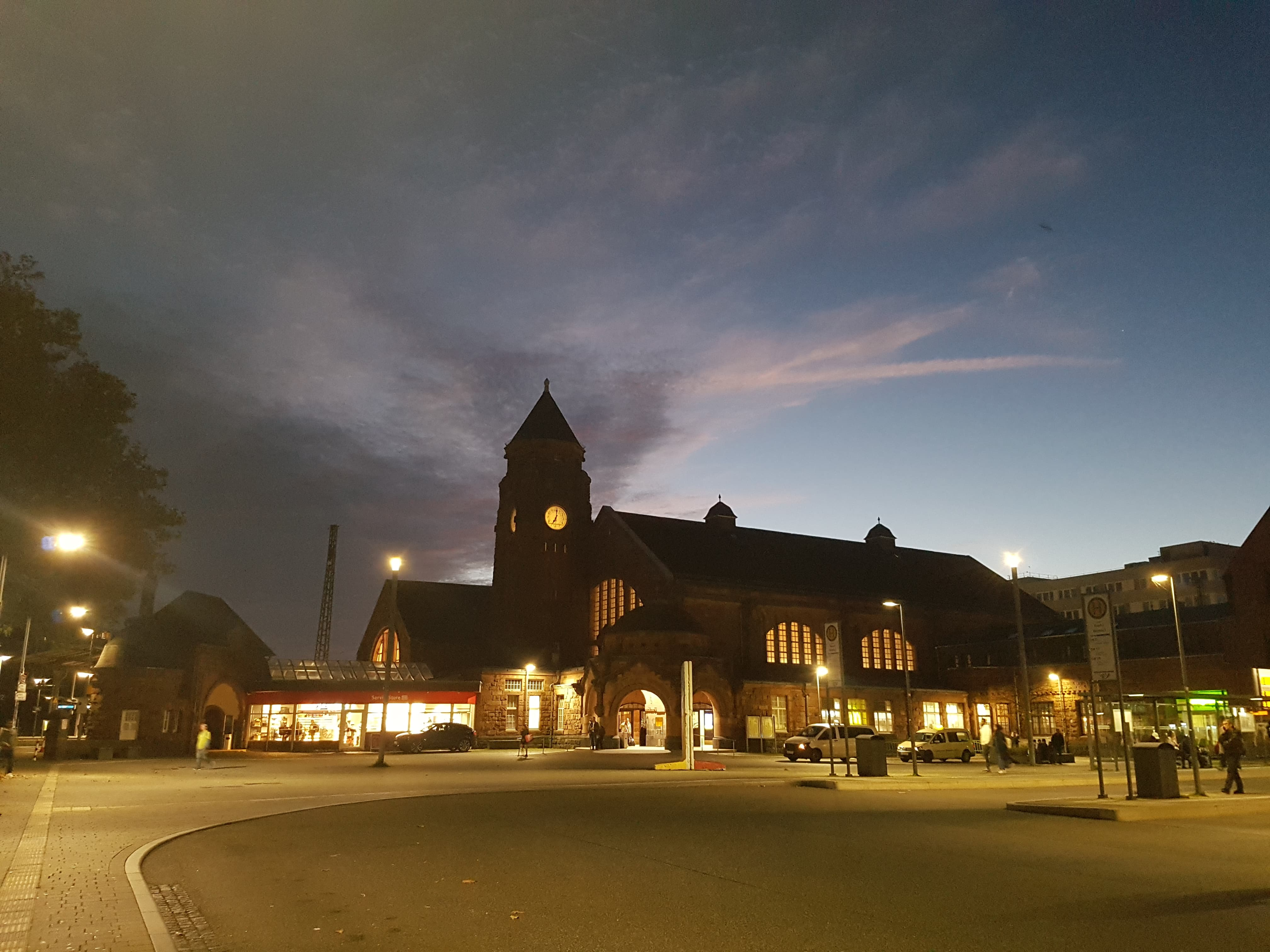
Gießener Bahnhof bei Nacht

Der Gießener Bahnhof verfügt in seinen beiden Bahnhofsteilen über elf Bahnsteiggleise:
- Der Main-Weser-Bahnhof westlich des Empfangsgebäudes verfügt über die Richtung Kassel durchgehenden Gleise 1 bis 5. Hier halten an drei Bahnsteigen ICE der Relation Karlsruhe–Frankfurt am Main–Hamburg (–Stralsund), Regional-Express-Züge der RMV-Linien 30 (Kassel–Gießen–Frankfurt, Main-Weser-Express, RE 30 und RE 98) und 40 (Siegen–Gießen–Frankfurt, Main-Lahn-Sieg-Express, RE 99), die gemeinsam einen Stundentakt Richtung Frankfurt und Marburg bilden und aus Richtung Kassel bzw. Siegen in Gießen gekoppelt werden. Ebenso verkehren die Züge des Mittelhessen-Express der Relationen Treysa–Marburg–Gießen (RB 41) und Dillenburg–Wetzlar–Gießen (RB 40), die ab hier ebenfalls gemeinsam nach Frankfurt am Main fahren. Des Weiteren halten hier die Verstärkerzüge der Regionalbahnen von und nach Hanau Hbf (RB 49) und Marburg.
- Der Oberhessische Bahnhof, der östliche Bahnhofsteil, besitzt die Gleise 11 bis 15. Hier verkehren die Züge von Vogelsberg- und Lahn-Kinzig-Bahn (RB 45 und RB 46) sowie in südwestliche Richtung die Züge der Lahntalbahn nach Limburg (RE 25 und RB 45) und vereinzelte Züge der Dillstrecke in Richtung Dillenburg (RB 40).
- Zwischen den beiden Bahnhofsteilen liegt in der Spitze des Keiles mit Gleis 9 das einzige Stumpfgleis des Bahnhofs, das einen Bahnsteig besitzt. Hier beginnen und enden nahezu ausschließlich die Züge der Lahntalbahn Richtung Limburg und Koblenz (RE 25 und RB 46).

Zusätzlich verkehren auf der Main-Weser-Bahn außerplanmäßig ICE-Züge weiterer Linien bei Betriebsstörungen auf der Hochgeschwindigkeitsstrecke Kassel-Wilhelmshöhe – Frankfurt am Main, die jedoch nicht in Gießen halten.

#### Fernverkehr
Im Schienenpersonenfernverkehr wird der Bahnhof im Zweistundentakt der Linie ICE 26 von Karlsruhe nach Stralsund bedient. Ein Zugpaar fährt als Intercity nach Westerland.
Zwischen Dezember 2009 und Dezember 2011 verkehrte zusätzlich ein tägliches EuroCity-Zugpaar von Siegen über Gießen und Frankfurt nach Klagenfurt am Wörthersee. Dieser Zug führte drei Kurswagen bis nach Zagreb.
| Linie  | Strecke | Taktfrequenz        |
| ------ | --- | ------------------- |
| ICE 26 | (Stralsund – Rostock –) Hamburg – Lüneburg – Celle – Hannover – Göttingen – Kassel-Wilhelmshöhe – Marburg – Gießen – Frankfurt (– Darmstadt – Weinheim (Bergstr) – Heidelberg – Bruchsal – Karlsruhe)                               | Zweistundentakt     |
| IC 26  | Karlsruhe – Bruchsal – Heidelberg – Weinheim (Bergstr) – Darmstadt – Frankfurt – Gießen – Marburg – Kassel-Wilhelmshöhe – Göttingen – Hannover – Celle – Lüneburg – Hamburg – Itzehoe – Heide – Husum – Niebüll – Westerland (Sylt) | ein Zugpaar täglich |

#### Nahverkehr

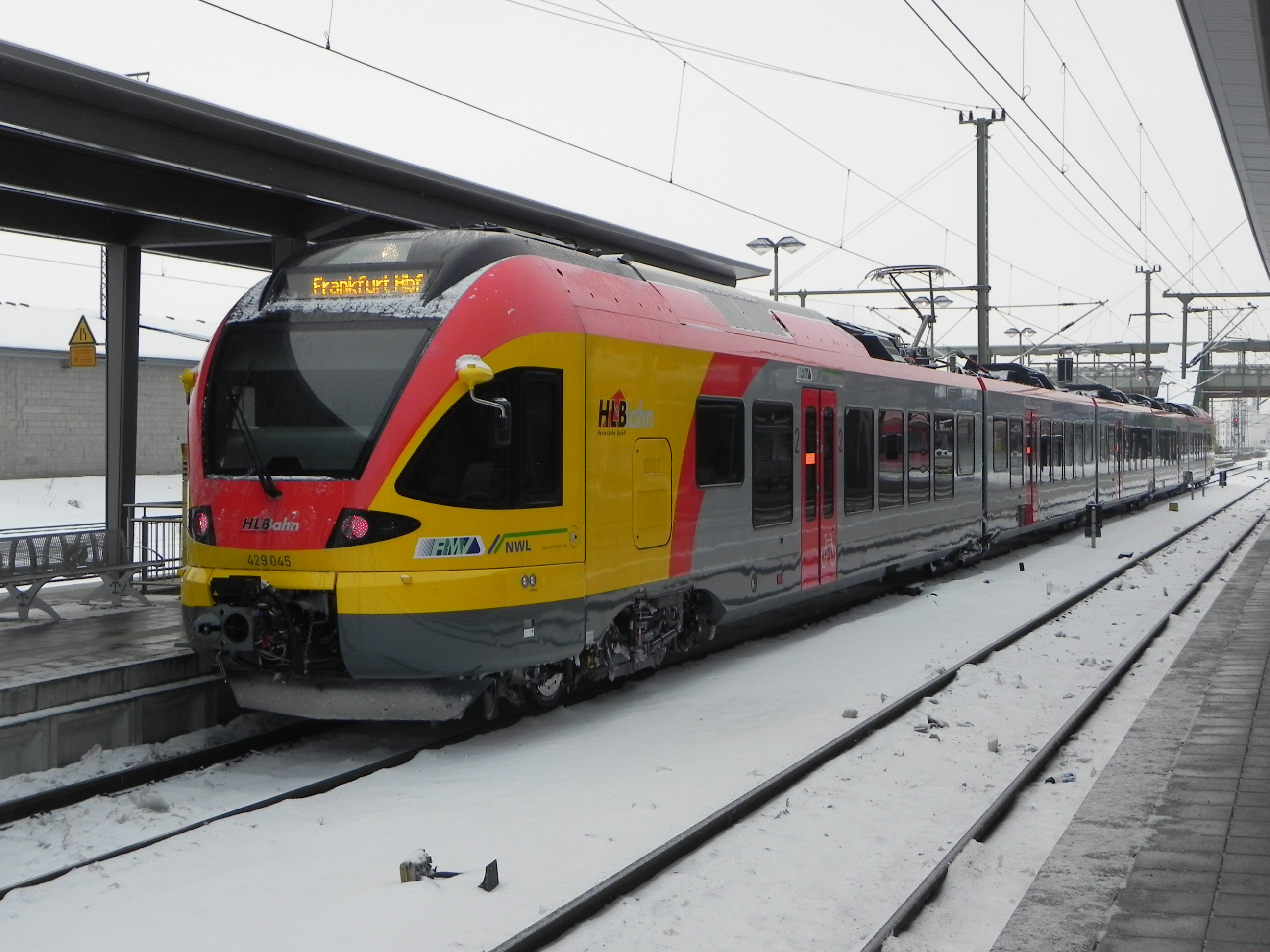
Regional-Express nach Frankfurt im Bahnhof Gießen

In Gießen halten im Schienenpersonennahverkehr verschiedene Regional-Express-Linien und Regionalbahnen. Es handelt sich um die Verbindungen Frankfurt–Siegen (Main-Sieg-Express, RE 99) und Frankfurt–Kassel (Main-Weser-Express, RE 98). Zudem haben sämtliche Verstärkerzüge der Regionalbahn-Verbindungen mit Friedberg, Marburg und Dillenburg hier ihren Anfangs- bzw. Endpunkt.
Der Bahnhof Gießen ist auch Halt für den Lahntal-Express von/nach Koblenz und den Mittelhessen-Express von/nach Frankfurt am Main, letztgenannter wird hier in Richtung Treysa und Dillenburg geflügelt. Der Gießener Bahnhof wird von den Zügen von/nach Gelnhausen (über Nidda), Fulda (über Grünberg und Alsfeld) sowie Limburg und Koblenz (über Wetzlar und Weilburg) bedient, die in Gießen beginnen oder enden. Die Regionalbahnen Richtung Lahntal und Richtung Fulda werden seit dem 11. Dezember 2011 von der Hessischen Landesbahn (HLB) betrieben.
| Linie       | Strecke | Takt | Bahnhofsteil           |
| ----------- | --- | --- | ---------------------- |
| RE 24       | Lahntalbahn: Gießen – Wetzlar – Weilburg Stand: Fahrplanwechsel Dezember 2021 | 120 min | Oberhessischer Bahnhof |
| RE 25       | Lahn-Eifel-Bahn: Koblenz Hbf – Niederlahnstein – Bad Ems – Nassau (Lahn) – Diez – Limburg (Lahn) – Weilburg – Wetzlar – Gießen Stand: Fahrplanwechsel Dezember 2021 | 120 min | Stumpfgleis            |
| RE 30       | Main-Weser-Bahn: Frankfurt (Main) Hbf – (Frankfurt (Main) West –)* Friedberg (Hess) – (Bad Nauheim – Ostheim (b Butzbach) – Butzbach – Kirch Göns – Lang Göns – Großen Linden –)* Gießen – (Lollar – Friedelhausen – Fronhausen (Lahn) – Niederwalgern – Marburg Süd –)* Marburg (Lahn) – Kirchhain (Bz Kassel) – Stadtallendorf – Neustadt (Kr Marburg) – Treysa – Borken (Hess) – Wabern (Bz Kassel) – Kassel-Wilhelmshöhe – Kassel Hbf * nur einzelne Züge Stand: Fahrplanwechsel Dezember 2021 | 120 min (Frankf.–Gießen/Marburg Verstärkerzüge)                                                                                          | Main-Weser-Bahnhof     |
| RE 98 RE 99 | Main-Sieg-Express: Zugteil 1: RE 98 Kassel Hbf – Kassel-Wilhelmshöhe – Baunatal-Guntershausen – Edermünde-Grifte – Felsberg-Wolfershausen – Felsberg-Altenbrunslar – Felsberg-Gensungen – Wabern (Bz Kassel) – Singlis – Borken (Hess) – Zimmersrode – Schlierbach (Kr Schwalm-Eder) – Treysa – Schwalmstadt-Wiera – Neustadt (Kr Marburg) – Stadtallendorf – Kirchhain (Bz Kassel) – Marburg (Lahn) – Gießen Zugteil 2: RE 99 Siegen Hbf – Wilnsdorf-Rudersdorf (zweistdl.) – Dillbrecht (zweistdl.) – Rodenbach (Dillkr) (zweistdl.) – Haiger – Sechshelden (zweistdl.) – Dillenburg – Herborn (Dillkr) – Wetzlar – Gießen Flügelung bzw. Zusammenführung: Gießen – Friedberg (Hess) – Frankfurt (Main) West (einzelne Züge im Berufsverkehr) – Frankfurt (Main) Hbf Stand: Fahrplanwechsel Dezember 2021 | 120 min (Kassel–Gießen) 60 min (Siegen–Gießen) 120 min (Gießen–Frankfurt)                                                                | Main-Weser-Bahnhof     |
| RB 37       | Mittelhessen-Express: Frankfurt (Main) Hbf – Frankfurt (Main) West – Bad Vilbel – Friedberg (Hess) – Ostheim (b Butzbach) – Butzbach – Kirch Göns – Lang Göns – Großen Linden – Gießen Stand: Fahrplanwechsel Dezember 2024 | 240 min 30/120 min (Friedberg–Gießen wochentags)                                                                                         | Main-Weser-Bahnhof     |
| RB 40       | Mittelhessen-Express: Frankfurt (Main) Hbf – Frankfurt (Main) West (– Bad Vilbel) (zweistdl.) – Friedberg (Hess) – Bad Nauheim (– Ostheim (b Butzbach)) (zweistdl.) – Butzbach (– Kirch Göns – Lang Göns – Großen Linden) (zweistdl.) – Gießen – Dutenhofen (Kr Wetzlar) – Wetzlar – Aßlar – Werdorf – Ehringshausen (Kr Wetzlar) – Katzenfurt – Edingen (Kr Wetzlar) – Sinn – Herborn (Dillkr) – Burg (Dillkr) Nord – Niederscheld (Dillkr) Süd – Dillenburg Flügelung in Gießen. Zugteil nach Marburg/Treysa als RB 41. Stand: Fahrplanwechsel Dezember 2021 | 40/80 min (Frankf.–Gießen) 60 min (Gießen–Dillenburg)                                                                                    | Main-Weser-Bahnhof     |
| RB 41       | Mittelhessen-Express: Frankfurt (Main) Hbf – Frankfurt (Main) West (– Bad Vilbel) (zweistdl.) – Friedberg (Hess) – Bad Nauheim (– Ostheim (b Butzbach)) (zweistdl.) – Butzbach (– Kirch Göns – Lang Göns – Großen Linden) (zweistdl.) – Gießen – Gießen Oswaldsgarten – Lollar – Friedelhausen – Fronhausen (Lahn) – Niederwalgern – Niederweimar – Marburg Süd – Marburg (Lahn) – Cölbe – Bürgeln – Anzefahr – Kirchhain (Bz Kassel) – Stadtallendorf (– Neustadt (Kr Marburg) – Schwalmstadt-Wiera – Treysa) (wochentags) Flügelung in Gießen. Zugteil nach Dillenburg als RB 40. Stand: Fahrplanwechsel Dezember 2021 | 60 min 40/80 min (Frankf.–Gießen) 30 min (Gießen–Marb. wochentags) 120 min (Marb.–Stadtallend. Wochenende) 120 min (Stadtallend.–Treysa) | Main-Weser-Bahnhof     |
| RB 45       | Lahntalbahn/Vogelsbergbahn: Limburg (Lahn) – Eschhofen – Kerkerbach – Runkel – Villmar – Arfurt (Lahn) – Aumenau – Fürfurt – Gräveneck – Weilburg – Löhnberg – Stockhausen (Lahn) – Leun/Braunfels – Solms – Albshausen – Wetzlar – Dutenhofen (Kr Wetzlar) – Gießen – Gießen Licher Straße – Großen Buseck – Reiskirchen (Kr Gießen) – (Saasen – Göbelnrod –) (zweistdl) Grünberg – (Lehnheim –) (zweistdl) Mücke (Hess) – (Nieder-Ohmen –) (zweistdl) Burg- und Nieder-Gemünden – Ehringshausen (Oberhess) – Zell-Romrod – Alsfeld (Oberhess) – Lauterbach (Hess) Nord – Angersbach – Bad Salzschlirf – Großenlüder – Oberbimbach – Fulda Stand: Fahrplanwechsel Dezember 2021 | 60 min 20/60 min (Gießen–Mücke u. Alsfeld–Fulda wochentags)                                                                              | Oberhessischer Bahnhof |
| RB 46       | Lahn-Kinzig-Bahn: Gießen – Gießen Erdkauter Weg – Watzenborn-Steinberg – Garbenteich – Lich (Oberhess) – Langsdorf (Oberhess) – Hungen – Trais-Horloff – Ober Widdersheim – Borsdorf (Hess) – Nidda – Ranstadt – Effolderbach – Glauburg-Stockheim – Bleichenbach – Büches-Düdelsheim – Büdingen (Oberhess) – Mittel Gründau – Lieblos – Gelnhausen Stand: Fahrplanwechsel Dezember 2021 | 60 min | Oberhessischer Bahnhof |
| RB 49       | Gießen – Großen Linden – Lang Göns – Kirch Göns – Butzbach – Ostheim (b Butzbach) – Bad Nauheim – Friedberg (Hess) – Assenheim (Oberhess) – Nidderau – Ostheim (Kr Hanau) – Bruchköbel – Hanau Nord – Hanau Hbf Stand: Fahrplanwechsel Dezember 2021 | 60/120 min (wochentags) 120 min (Wochenende)                                                                                             | Main-Weser-Bahnhof     |

- RE98/RE99 werden in Gießen zusammengefügt in Richtung Frankfurt sowie getrennt in Richtung Kassel/Siegen.
- RB40/RB41 werden in Gießen zusammengefügt in Richtung Frankfurt sowie getrennt in Richtung Treysa/Dillenburg.

### Güterverkehr
Südwestlich des Personenbahnhofs liegt der Güterbahnhof, der bis Dezember 2006 der zentrale Zugbildungsbahnhof für den mittelhessischen Güterverkehr war. Von hier aus wurden zuletzt noch verschiedene Bahnhöfe der Umgebung (z. B. Frankenberg (Eder), Dillenburg und Nidda) im örtlichen Güterverkehr angefahren. Der Großteil dieser Zugbildungsaufgaben ist inzwischen jedoch in den Güterbahnhof Wetzlar verlagert worden.

## Stellwerke
Im Dezember 2004 wurde für weite Teile des Bahnhofs Gießen ein elektronisches Stellwerk in Betrieb genommen, das gewöhnlich aus der Frankfurter Betriebszentrale ferngesteuert wird, aber für den Bedarfsfall auch von örtlichen Bedienplätzen aus gesteuert werden kann. Zuvor wurde der Bereich des Personen- und Güterbahnhofs von insgesamt neun mechanischen und elektromechanischen Stellwerken überwacht, hinzu kam ein Schrankenwärter für den im Bahnhofsbereich liegenden Bahnübergang an der Frankfurter Straße. Von diesen Stellwerken sind lediglich die für den Rangier- und Güterbahnhof wichtigen elektromechanischen Stellwerke Grf, Gvf, Gs und Gl erhalten, während die anderen Stellwerke, vor allem die beiden Fahrdienstleiterstellwerke Gf und Ghb, nach und nach abgerissen wurden. Durch die Kombination von elektronischer und elektromechanischer Stellwerkstechnik verschiedener Epochen und Bauarten sind im Bahnhof sowohl Form- und Lichtsignale des H/V-Systems, als auch Lichtsignale des aktuellen Ks-Systems vertreten.

## Anbindung

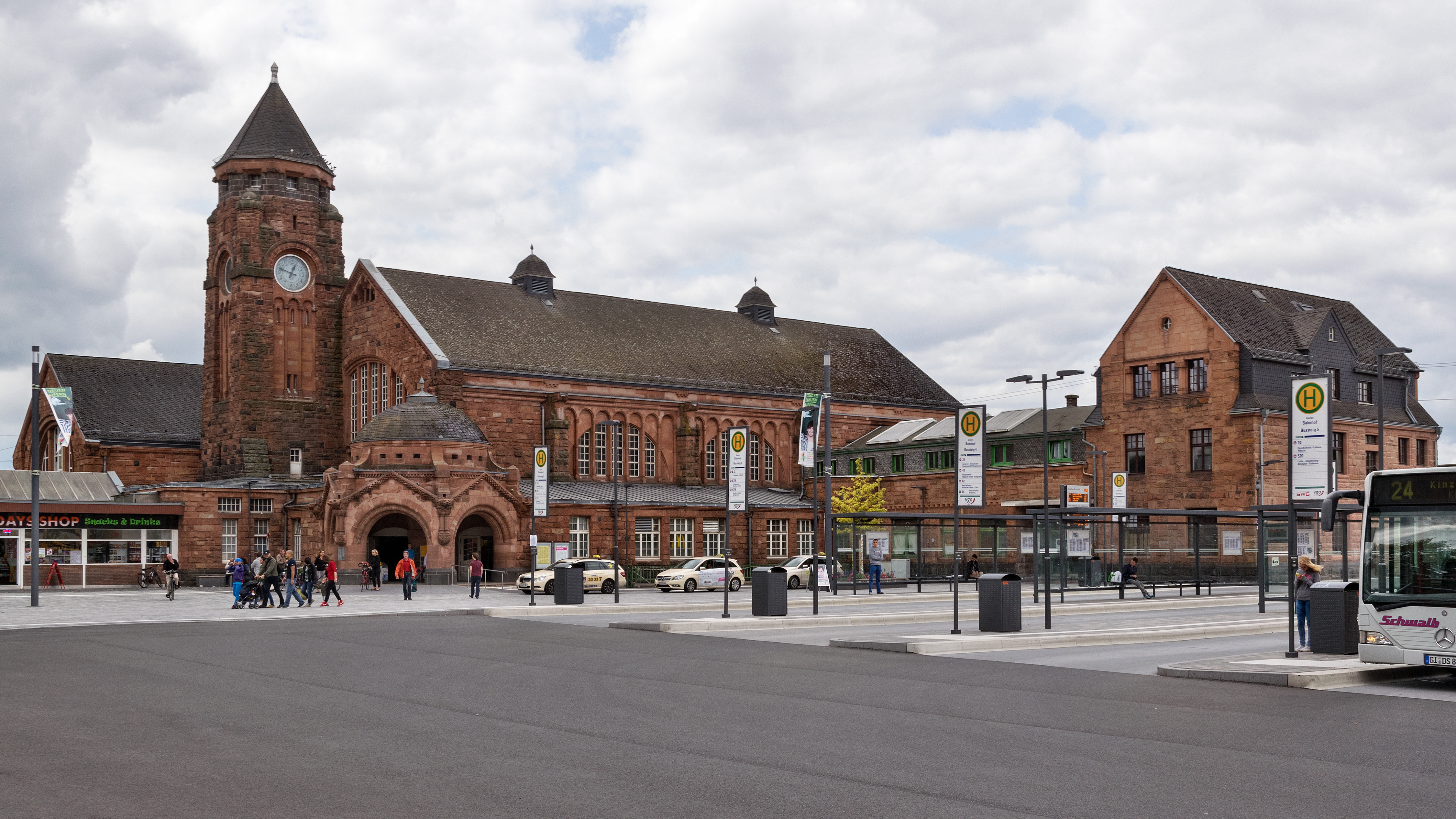
Empfangsgebäude mit Busbahnhof (2015)

Direkt vor dem Bahnhof befindet sich der Busbahnhof für die regionalen und lokalen Buslinien, am Gleis 1 die Haltestellen für die Stadtbuslinien der Mitbus. Weiter gibt es auf dem Bahnhofsvorplatz einen Taxistand und an der Bahnhofstraße 20 Kurzzeitparkplätze. Weitere Kurzzeitparkplätze befinden sich an der Lahnstraße. Der lokale Carsharing-Anbieter hat einen Stellplatz vor dem Bahnhof. Für längeres Parken stehen ein Park&Ride-Parkhaus mit 480 Plätzen an der Lahnstraße und ein Parkhaus an der Straße Zur Alten Post zur Verfügung. Das Parkhaus an der Lahnstraße ist durch eine Überführung und über Treppen und Aufzüge mit den Gleisen 1 bis 5 verbunden, so dass hier bereits ein barrierefreier Zugang besteht. 380 überdachte Fahrradabstellanlagen befinden sich an der Lahnstraße und dem Alten Wetzlarer Weg. Am Bahnhofsvorplatz sind 400 Fahrradabstellplätze vorhanden, davon 180 überdacht und 36 in kostenpflichtigen Fahrradboxen.
Die Freitreppe von 1893, die vom Bahnhofsvorplatz auf die Brücke über die Gleise der Fuldaer Strecke und zum Alten Wetzlarer Weg führt, ist ein Kulturdenkmal aufgrund des Hessischen Denkmalschutzgesetzes. Sie war sanierungsbedürftig, das historische Fundament war instabil geworden, eindringende Feuchtigkeit gefährdete zudem den Aufbau. Nachdem zunächst auch ein Abriss im Gespräch war, wurde die Treppe 2019 gezielt abgebaut, die Einzelteile größtenteils saniert – einige auch ausgetauscht – und die Treppe dann auf einem neuen Unterbau wiedererrichtet.

## Planungen
2023 begannen die Baumaßnahmen für einen Aufzug neben der Treppenanlage zwischen dem Bahnhofsvorplatz und dem Alten Wetzlarer Weg.

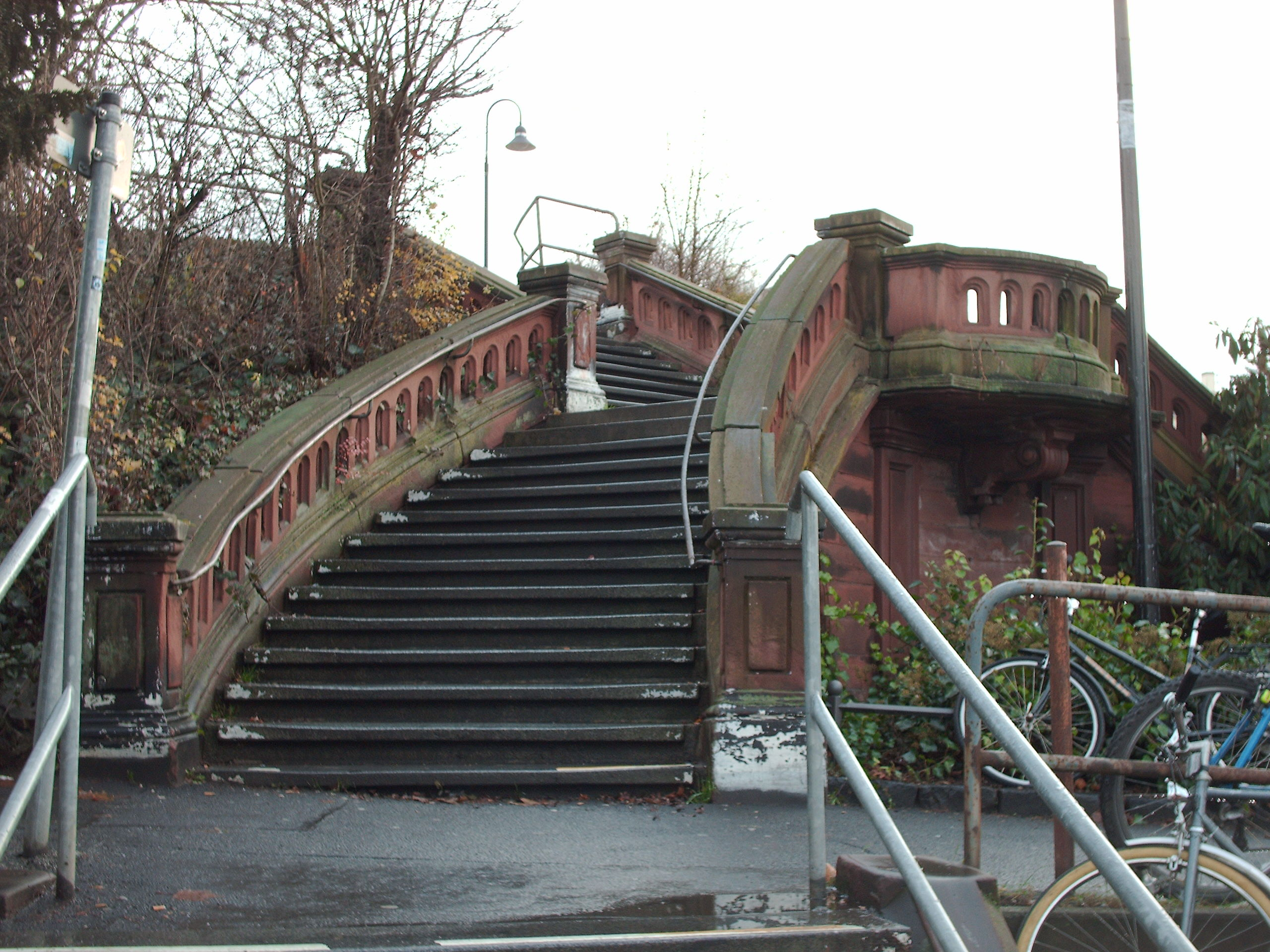
Treppenanlage vor dem Bahnhof (2007)

Seit dem Neubau des Bahnhofstunnels wird über dessen Verlängerung zur Lahnstraße diskutiert. Dort soll auf dem ehemaligen Güterbahnhof ein von Gebäuden zu zwei Seiten eingefasster Platz mit weiteren Kurzzeitparkplätzen, Fernbusterminal und weiteren Fahrradabstellplätzen entstehen.